# Lunenburg (Canada)

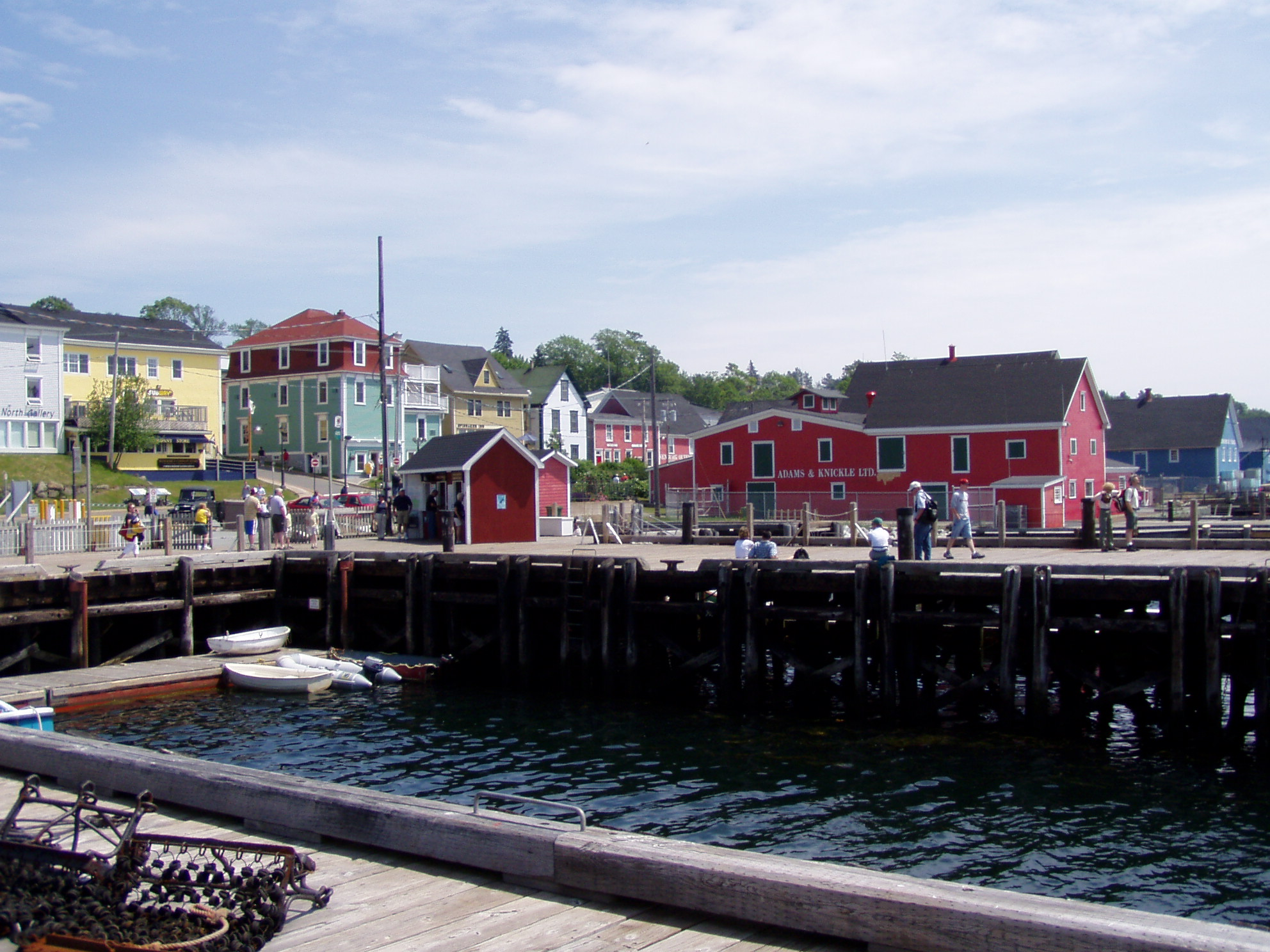
Vista del porto di Lunenburg

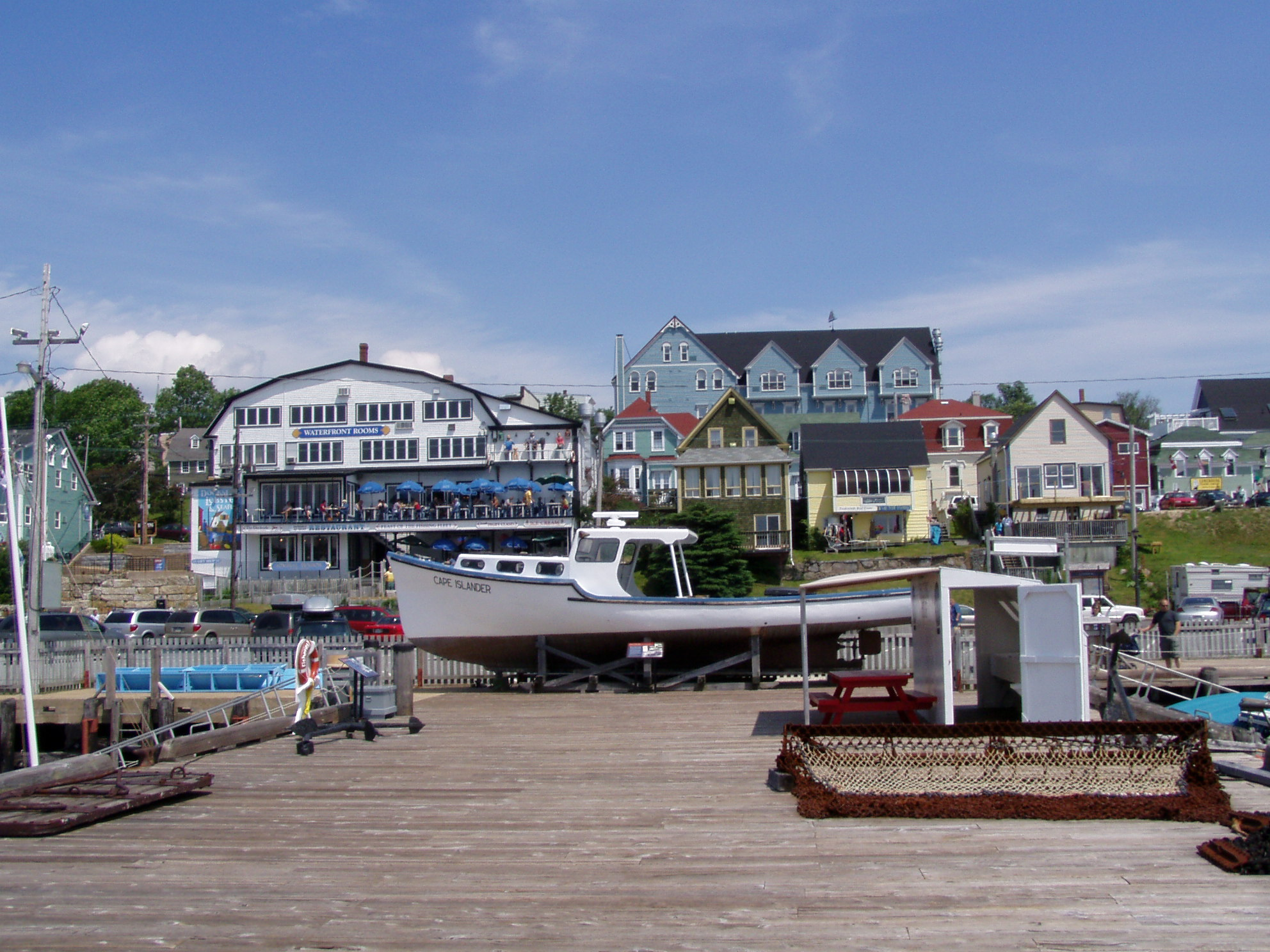
Lunenburg

Lunenburg è una piccola cittadina della Nuova Scozia, in Canada, a circa 90 chilometri di distanza da Halifax, sulle coste dell'Oceano Atlantico. Nel 2001 contava 2 568 abitanti, anche se questo numero cresce notevolmente durante il periodo estivo a causa del grande richiamo turistico esercitato dalla città.

## Storia
Lunenburg venne fondata nel 1753 e venne così chiamata in onore del re di Gran Bretagna e Irlanda, Giorgio II, che era anche duca di Brunswick-Lüneburg.
Contemporaneamente un importante porto e un cantiere navale, la città oggi ospita numerose piccole industrie nel settore dell'high tech e del commercio.

## Patrimonio dell'umanità
La città è stata inclusa nel 1995 nell'elenco dei Patrimoni dell'umanità dell'UNESCO, il che assicura la protezione della sua architettura unica, un perfetto esempio di insediamento coloniale britannico in Nordamerica.
A Lunenburg venne costruito il famoso schooner Bluenose (oltre che il Bluenose II), che resta un'importante attrazione turistica della cittadina, visitata ogni anno da migliaia di persone.
I primi abitanti di Lunenburg, perlopiù tedeschi della Renania, svizzeri e francesi di Montbéliard, si stabilirono qui durante la stessa ondata migratoria che produsse il tedesco della Pennsylvania. Essi erano protestanti stranieri incoraggiati a stabilirsi qui dal regno britannico. Molti dei discendenti di quei primi colonizzatori vivono ancora qui e il loro influsso influenza lo stile di vita della regione.